# سیارک ۴۲۶۴
سیارک ۴۲۶۴ (به انگلیسی: 4264 Karljosephine، نامگذاری:1989TB) چهار هزار و دویست و شصت و چهارمین سیارک کشف شده‌است که در ۲ اکتبر ۱۹۸۹ کشف شد.
قدر مطلق سیارک برابر ۱۳٫۳۰ است.